# William Theodore Heard
William Theodore Kardinal Heard (* 24. Februar 1884 in Edinburgh, Schottland; † 16. September 1973 in Rom) war ein Kurienkardinal der römisch-katholischen Kirche.

## Leben
William Theodore Heard schloss seine Studien in Oxford und Rom mit Promotionen in Katholischer Theologie und Kanonischem Recht ab. Er war Seminarist am Päpstlichen Englischen Kolleg in Rom und empfing 1918 empfing das Sakrament der Priesterweihe. Er wurde 1921 nach weiterführenden Studien Gemeindepriester in der Diözese Southwark. 1927 erhielt er die Berufung zum Auditor der Römischen Rota. Zusätzlich betreute er als Beichtvater die Studenten des englischen Kollegs in Rom.
1958 wurde William Theodore Heard Dekan der Rota Romana, ein Jahr darauf nahm ihn Papst Johannes XXIII. als Kardinaldiakon mit der Titeldiakonie San Teodoro in das Kardinalskollegium auf. Am 5. April 1962 wurde William Theodore Heard von Papst Johannes XXIII. zum Titularerzbischof pro hac vice von Feradi Maius ernannt und empfing von ihm die Bischofsweihe; Mitkonsekratoren waren die Kardinäle Giuseppe Pizzardo und Benedetto Aloisi Masella.
Kardinal Heard nahm in den Jahren 1962 bis 1965 am Zweiten Vatikanischen Konzil teil. Dort gehörte er zu einer Gruppe von Kardinälen, die darauf bestanden, an der Tradition festzuhalten, „um den katholischen Glauben abzusichern gegen die Irrtümer und die Abweichungen, die fast überall verbreitet sind“.
Kardinal Heard war Teilnehmer am Konklave 1963, bei dem Papst Paul VI. gewählt wurde. Am 18. Mai 1970 wurde er unter Beibehaltung seiner Titeldiakonie zum Kardinalpriester pro hac vice erhoben.
William Theodore Heard starb am 16. September 1973 in Rom und wurde in der Kapelle des Englischen Kollegs auf dem Friedhof Campo Verano beigesetzt.